# 周用金
周用金（1956年4月—），男，湖南安乡人，中华人民共和国地方官、书法家。湖南农学院（现湖南农业大学）牧医系畜牧专业毕业，研究生学历。

## 生平
周用金于1984年10月加入中国共产党。历任中共常德地委办秘书科副科长、科长，常德市农业局副局长；中共石门县委副书记、县长:319，县委书记、县人民武装部第一政委:330；中共常德市委常委、宣传部部长、副书记等职。2006年9月任湖南省文化厅副厅长、党组副书记；2008年3月任党组书记、厅长。2013年后，出任湖南省新闻出版局局长、省人民政府参事。

## 延伸阅读
- 周用金.  1. 北京市: 荣宝斋出版社. 2008年. ISBN 9787500310846. OCLC 489394687.
- 周用金.  1. 北京市: 北京大学出版社. 2019年. ISBN 9787301305775. OCLC 1178839908.

| 中華人民共和國政府职务 | 中華人民共和國政府职务                          | 中華人民共和國政府职务 |
| ---------------------- | ----------------------------------------------- | ---------------------- |
| 前任： 金则恭          | 湖南省文化厅厅长 2008年3月-2013年3月            | 繼任： 朱建綱          |
| 前任： 翟笃培          | 石门县人民政府县长 1992年7月-1994年12月         | 繼任： 陈文浩          |
| 中国共产党职务         |                                                 |                        |
| 前任： 翟笃培          | 中国共产党石门县委员会书记 1994年8月-1997年11月 | 繼任： 陈文浩          |